# Мелкомасштабная самофокусировка
Мелкомасштабная самофокусировка (ММС) – это один из эффектов самовоздействия света, заключающийся в том, что амплитудно-фазовые возмущения светового пучка приводят к его распаду  на нити — филаменты , в которых интенсивность излучения может нарастать вплоть до уровня, вызывающего разрушение оптических элементов . ММС проявляется при распространении лазерного пучка, мощность которого многократно превышает критическую мощность самофокусировки {\displaystyle P_{{\kappa }p}}{\displaystyle (P\gg P_{{\kappa }p})}. С практической точки зрения этот эффект часто оказывается ответственным за оптический пробой прозрачных материалов, является ограничивающим фактором при создании мощных лазерных систем и играет важную роль в возникновении других физических процессов .

## История эффекта самофокусировки
Возможность самофокусировки электромагнитных волн была предсказана Г.А. Аскарьяном в 1962 году. В.И. Талановым в 1964 году было представлено обоснование эффекта самофокусировки при распространении электромагнитного излучения в нелинейной среде.  В 1964 было сделано предположение, что самофокусировка является пороговым эффектом, то есть возникает в лазерном пучке мощность  которого превышает некоторую критическую мощность самофокусировки. Впервые самофокусировка экспериментально была зарегистрирована в 1965 году А.Р. Рустамовым и Н.Ф.Пилипецким, которые  наблюдали тонкую светящуюся нить при распространении наносекундного лазерного импульса мегаваттной мощности в кювете с органическими жидкостями.

## Теория образования нитей
Основы математически строгого описания теории мелкомасштабной фокусировки  были заложены Талановым и Беспаловым .
Анализ явления ММС проведен на основе стационарного нелинейного параксиального волнового уравнения:
{\displaystyle {\partial A \over \partial z}+{\iota  \over {2}{k}}\vartriangle _{\perp }A+{{\iota }{k}{n_{2}} \over {2}{n_{0}}}{{\left\vert A\right\vert }^{2}}{A}=0} {\displaystyle (1)},
где {\displaystyle \vartriangle _{\perp }={\partial ^{2}/\partial x^{2}}+{\partial ^{2}/y^{2}}} , {\displaystyle {k}={2}{\pi }{n_{0}}/{\lambda }}− волновое число, {\displaystyle {A}} – комплексная амплитуда плоской волны поля.
Это уравнение выводится в приближении медленно меняющихся амплитуд из общего волнового уравнения.
О характере распада плоской волны можно судить по развитию ее малых возмущений , поэтому комплексную амплитуду поля следует представить  в виде:{\displaystyle {A}=({A_{0}}+{a}){e^{-{\iota }{b}{z}}}}, где {\displaystyle {b}={{{k}{n_{2}}{A_{0}^{2}}} \over {{2}{n_{0}}}}}, где {\displaystyle {A_{0}}=const}- амплитуда плоской невозмущенной волны, {\displaystyle {a}\ll {A_{0}}} – малое возмущение поля.
Представляя малые возмущения поля  в виде: {\displaystyle {a}={a_{1}}+{\iota }{a_{2}}} и оставляя только члены первого порядка по {\displaystyle a}, из {\displaystyle (1)}получаем:
{\displaystyle {\partial {a_{1}} \over \partial {z}}-{{1} \over {2}{k}}{\vartriangle _{\perp }}{a_{2}}=0} {\displaystyle (2)};
{\displaystyle {\partial {a_{2}} \over \partial {z}}+{{1} \over {{2}{k}}}{\vartriangle _{\perp }}{a_{1}}+{{k}{n_{2}} \over {n_{0}}}{A_{0}^{2}}{a_{1}}=0} {\displaystyle (3)}.
Амплитуды {\displaystyle a_{1}}и {\displaystyle a_{2}} могут быть представлены в виде:
{\displaystyle {a_{1,2}}={a_{1,2}^{0}}e^{-{\varkappa }{\rho }+{\Gamma }z}},
где {\displaystyle \varkappa =(\varkappa _{x},\varkappa _{y})} – поперечный волновой вектор; {\displaystyle \rho =(x,y)} – вектор поперечных координат.
Тогда из уравнений {\displaystyle (2,3)} получаем дисперсионное уравнение:
{\displaystyle \Gamma ^{2}={\varkappa ^{2} \over 4{k^{2}}}{\Biggl (}{2{n_{2}}{k^{2}}{A_{0}^{2}} \over n_{0}}-\varkappa ^{2}{\Biggr )}}
где {\displaystyle \Gamma }– инкремент возмущений, {\displaystyle k}– волновое число.
Нелинейные искажения поля будут нарастать, только если инкремент {\displaystyle \Gamma }– действительное число. Таким образом:
- Диапазон пространственных частот, в пределах которого возможен рост мелкомасштабных возмущений: {\displaystyle 0<\varkappa <\varkappa _{\kappa p}}{\displaystyle (\Gamma ^{2}>0)}. Возмущения с поперечным волновым числом в данном диапазоне неустойчивы по {\displaystyle z}, тогда как при {\displaystyle \varkappa <\varkappa _{\kappa p}} {\displaystyle (\Gamma ^{2}<0)} возмущения устойчивы.

- Критическое значение поперечного волнового числа {\displaystyle \varkappa _{\kappa p}} {\displaystyle (\Gamma =0)}: {\displaystyle \varkappa _{\kappa p}=k{\sqrt {2n_{2}A_{0}^{2}/n_{0}}}}. Частотная зависимость скорости нарастания колебаний амплитуды {\displaystyle \Gamma (\varkappa )} может быть записана в виде: {\displaystyle \Gamma ={\varkappa  \over 2k}{\sqrt {\varkappa _{{\kappa }p}^{2}-\varkappa ^{2}}}}

- Инкремент неустойчивых возмущений {\displaystyle \Gamma } достигает наибольшего значения {\displaystyle \Gamma _{max}={n_{2}kA_{0}^{2} \over 2n_{0}}} при {\displaystyle \varkappa =\varkappa _{max}}, где {\displaystyle \varkappa _{max}=\varkappa _{{\kappa }p}/{\sqrt {2}}}

## Интеграл распада (B - интеграл)
Интегральной характеристикой, позволяющей оценивать ММС, является так называемый интеграл распада или B-интеграл, определяемый в единицах СГСЕ следующей формулой: {\displaystyle B=\int _{0}^{L}\Gamma _{max}dz={8\pi ^{2}n_{2} \over n_{0}c\lambda }\int _{0}^{L}Idz},
где {\displaystyle \lambda }— длина волны и {\displaystyle c} — скорость света в вакууме, {\displaystyle n_{0}} и {\displaystyle n_{2}} — линейный и нелинейный показатели преломления нелинейной среды , {\displaystyle I={n_{0}cA_{0}^{2} \over 8\pi }} — интенсивность вдоль оси пучка, {\displaystyle L}— длина нелинейной среды.
Интеграл распада определяет нарастание интенсивности в мелкомасштабных пространственных возмущениях интенсивности: {\displaystyle I=I_{0}\exp(2B)}, а также нелинейный набег фазы наиболее опасных возмущений, приобретаемый на длине {\displaystyle L} в мощном лазерном пучке: {\displaystyle \varphi =kLn+B}. Условие отсутствия нелинейного роста возмущений амплитуды − ограничение накопления B-интеграла на каждом оптическом элементе некоторым заранее заданным числом, который обычно колеблется в диапазоне B = 1÷5 .

## Характерные масштабы ММС
- Поперечный размер наиболее быстро развивающихся возмущений [2]:

{\displaystyle \Lambda ={2\pi  \over \varkappa _{max}}={2\pi  \over k{\sqrt {{n_{2} \over n}A_{0}^{2}}}}\approx {\sqrt {\pi P_{{\kappa }p} \over I}}}.
- Характерный масштаб ММС - это продольная длина, на которой начальная амплитуда возмущений нарастает в {\displaystyle \exp ^{\pi }\approx 23} [1]:

{\displaystyle l_{MMC}={\pi  \over \Gamma _{max}}={\lambda n_{0}c \over 8\pi ^{2}n_{2}I}}.
- Длины мелкомасштабной и крупномасштабной самофокусировки соотносятся как:

{\displaystyle {l_{MMC} \over l_{KMC}}={\sqrt {P_{{\kappa }p} \over P}}}.
При {\displaystyle P\gg P{{\kappa }p}} выполняется неравенство {\displaystyle l_{KMC}\gg l_{MMC}}, что и предопределяет доминирование мелкомасштабной самофокусировки. При характерных для мощных лазеров параметров излучения ({\displaystyle I\approx 5}ГВт/см2, {\displaystyle n_{2}\approx 1,3*10^{-23}}ед. СГСЕ) поперечный размер и характерный масштаб ММС соответственно равны  {\displaystyle \Lambda \approx 0,5}мм и {\displaystyle l_{MMC}\approx 7} см .
- Мощность отдельной нити (неоднородности), оцениваемая как поток энергии через сечение площадью {\displaystyle \pi \Lambda ^{2}/4}, с точностью до коэффициента порядка единицы равна критической мощности стационарного пучка [1]. С ростом интенсивности пучка растет количество нитей, а не их интенсивность.

## Классические методы подавления самофокусировки
Существуют методы подавления самофокусировки:
- Пространственная фильтрация

Один из методов борьбы с ММС заключается в уменьшении амплитуды затравочных возмущений интенсивности, источником которой может быть дифракция на формирующих и ограничивающих пучок апертурах, различные неоднородности в усилительном тракте . В современных сверхмощных лазерных усилительных системах для подавления дифракционных возмущений обычно используется аподизация и пространственная фильтрация с использованием угловых пространственных фильтров . Пространственный фильтр представляет собой телескоп Кеплера, в общем фокусе двух линз которого располагается диафрагма, которая отбирает наиболее опасные пространственные возмущения, нарастающие в результате ММС, не давая им развиваться в следующем усилителе.  Для всех типов лазеров использование угловых пространственных фильтров между каскадами усиления является классическим способом ограничения В-интеграла.
- Использование фазовых эффектов для ограничения ММС

Способ заключается в использовании оптических ретрансляторов – двух софокусных линз. При определенных ограничениях на интеграл распада в нелинейных элементах и геометрические размеры ретрансляторов фазовые возмущения, нарастающие в первой нелинейной среде, расположенные до ретранслятора, в результате введенной фазовой задержки преобразуются в убывающие во второй нелинейной среде, за ретранслятором .
- Выбор поляризации излучения

Скорость развития мелкомасштабных возмущений при ММС зависит от поляризации излучения . Инкремент нарастания возмущений для эллиптически поляризованной волны уменьшается по сравнению с линейно поляризованной волной, что связано с уменьшением нелинейного показателя преломления n2. При изменении коэффициента эллиптичности от линейной поляризации до круговой в 1,5 раза уменьшается значение интеграла распада .

## Другие способы борьбы с ММС
Существуют и другие способы подавления самофокусировки, которые не нашли широкого применения в современных мощных лазерных системах:
- Нарушение пространственной или временной когерентности излучения [7];
- Уменьшение нелинейного показателя преломления n2 лазерных материалов. Недостатком данного способа является то, что пределы варьирования n2 в лазерных стеклах и кристаллах очень ограниченны [3];
- Введение в усилительный тракт  дополнительных элементов с отрицательным значением нелинейного показателя преломления. Однако, не нашлось соответствующих сред с высокими значениями пропускания и высокой лучевой стойкостью [2].

## Примечание
1. 1 2 3 4 5 6  Беспалов В.И., Таланов В.И., «О нитевидной структуре пучков света в нелинейных жидкостях», Письма в ЖЭТФ, 3(12), 471 (1966).
2. 1 2 3 4 5 6 7  Нелинейные волны 2016 / Федер. агентство научн. орг.,Федер. H49 исслед. центр Ин-т приклад. физики РАН; отв. ред. А.М. Сергеев, А.В. Слюняев – Нижний Новгород: ИПФ РАН, 2017. – 320с.
3. 1 2  Шен И.Р. Принципы нелинейной оптики. М.:Наука,1989
4. ↑  Chiao R,Y., Garmire E., Townes C.H., «Self-Trapping of Optical Beams» Phys. Rev. Let., 13, 479, 1964.
5. ↑  Пилипецкий Н.Ф., Рустамов А.Р., «Наблюдение самофокусировки света в жидкостях», Письма в ЖЭТФ, 2, 88, 1965.
6. ↑  Н. Н. Розанов, В. А. Смирнов, Мелкомасштабная самофокусировка лазерного излучения в усилительных системах, Квантовая электроника, 1980, том 7, номер 2, 410–419
7. 1 2  Мак, А.А. Лазеры на неодимовом стекле /А.А. Мак, Л.Н. Сомс, В.А. Фромзель, В.Е. Яшин. – М:  Наука, 1990. – 288с.
8. ↑  Власов, С.Н. Подавление самофокусировки в лазерных системах на неодимовом стекле с помощью оптических ретрансляторов/ С.Н. Власов, В.Е. Яшин// Квант. электроника. – 1978.− Т. 8, вып. 3.− С. 510-518
9. ↑  Власов, С.Н. Использование световых пучков с круговой поляризацией для подавления самофокусирующейся неустойчивости в нелинейной кубичной с ретрансляторами/. С.Н. Власов, В.И. Крыжановский, В.Е. Яшин// Квант. электроника. – 1982. – Т. 9, вып. 1. – С. 14-20